# Resolució 520 del Consell de Seguretat de les Nacions Unides
La Resolució 520 del Consell de Seguretat de les Nacions Unides, fou aprovada per unanimitat el 17 d'agost de 1982, després de l'assassinat del President del Líban Bashir Gemayel i la reafirmació de les resolucions 509 (1982) i 516 (1982), el Consell va exigir que Israel es retirés immediatament del Líban, i que es respectés la sobirania libanesa per restaurar un govern estable al Líban.
La resolució va exigir el retorn a les posicions ocupades per Israel abans del 15 de setembre de 1982, com a primer pas cap a la plena implementació de la resolució. També va reafirmar resolucions 512 (1982) i 513 (1982) que exigeixen el respecte dels drets de les poblacions civils sense discriminació i repudia tots els actes de violència contra aquestes poblacions.
El Consell va donar suport als esforços del Secretari General de les Nacions Unides per aplicar la Resolució 516 (1982) relativa al desplegament d'observadors de les Nacions Unides per supervisar la situació a Beirut i els seus voltants, demanant a totes les parts interessades que cooperin plenament en l'aplicació d'aquesta resolució. Finalment, també va demanar al Secretari General que informés al Consell sobre les novetats al més aviat possible i no més tard de vint-i-quatre hores.